# Joachim Friedrich Haltmeier
Joachim Friedrich Haltmeier (auch: Joachimus Fridrich Haltmeier; und Joachim Friedrich Haltmeyer; getauft 30. Oktober 1668 in Alvensleben; † 20. Dezember oder 25. Dezember 1720 in Verden) war ein deutscher Jurist, Kantor, Autor und Komponist.

## Leben
Joachim Friedrich Haltmeier war gebürtig „aus Alvensleben im Magdeburgischen“, im damals Sachsen genannten Reichskreis. Er war ein Neffe der Mutter des Barock-Komponisten Georg Philipp Telemann, Johanna Maria (1642–1711), Tochter des Rektors, Diakons und Pfarrers Johannes Haltmeier (1590–1664). Telemann führte seine eigene musikalische Begabung insbesondere auf seine Familie mütterlicherseits zurück.
Joachim Friedrich Haltmeier studierte von 1690 bis 1691 Rechtswissenschaften an der Universität Helmstedt.
Musikalisch war Haltmeier ein Schüler von Vincent Lübeck. Als nach dem Tode von Ulrike Eleonore, Königin von Schweden, im Jahr 1693 der Generalsuperintendent für die Herzogtümer Bremen und Verden Johann Dieckmann den Trauergottesdienst in der Etatskirche auf dem Sand in der Provinzhauptstadt Stade hielt, wurde neben einer Kantate von Vincent Lübeck auch der Choral Christus, der ist mein Leben von Haltmeier aufgeführt.
1695 wirkte Haltmeier als Respondent an der Domschule und Athenaeum in Bremen, mit deren Subrektor Johann Christian Schulenburg er im selben Jahr die bei Hermann Brauer gedruckte Schrift Spring-Gläser, samt ihren Eigenschaften herausgab.
1696 übernahm er in Verden die Aufgaben eines Kantors.
Am 10. Mai 1697 heiratete Haltmeier die Adelheid Maria Corte. Ihr Sohn Carl Johann Friedrich Haltmeier wurde Organist in Hannover.

## Schriften
- Applausus votorum latino teutonicus, Bremen 1693
- Johann Christian Schulenburg, Joachim Friedrich Haltmeier (Hrsg.): Spring-Gläser, samt ihren Eigenschaften ..., Bremen: gedruckt bei dem Buchdrucker des Gymnasiums Herman Brauer, 1695; Digitalisat über die Bayerische Staatsbibliothek

## Archivalien
Archivalien von und über Joachim Friedrich Haltmeier finden sich beispielsweise
- als „musicalische Stücke, so an dem Königl. Leichbegängniß in der Staats-Kirchen allhir musiciret worden“ in der Akte zur Trauerfeier für die Königin von Schweden im Niedersächsischen Landesarchiv (Standort Stade)[3]